# Torkos-palota
A Torkos-palota Győr történelmi belvárosában a Dunakapu teret a Széchenyi térrel összekötő keskeny, középkori eredetű Stelczer Lajos utcában található, a 8. szám alatt. A város kora barokk polgári építészetének figyelemre méltó műemléke. Bejáratának rusztikus kőkeretes zárókövén 1697-es évszám olvasható, a ház építési idejére utal. Ebben az időben jött létre a késő reneszánsz, toszkán oszlopos udvara, melyet később befalaztak, majd 1967-ben állítottak helyre. Az épület utcai homlokzatán szép zárterkély látható, a XVIII. század folyamán épült.